# Чорна (притока Білої)
Чорна (пол. Czarna) — гірська річка в Польщі, у Горлицькому повіті Малопольського воєводства на Лемківщині. Права притока Білої, (басейн Балтійського моря).

## Опис
Довжина річки 5 км, найкоротша відстань між витоком і гирлом — 4,84  км, коефіцієнт звивистості річки — 1,04 . Формується багатьма безіменними струмками та частково каналізована.

## Розташування
Бере початок на західних схилах безіменної гори (712,2 м) на висоті приблизно 680 м над рівнем моря (гміна Устя-Горлицьке). Спочатку тече на південний захід, потім — на північний захід через село Чорну, далі повертає на південний захід і на північній околиці села Снітниці впадає у річку Білу, праву притоку Дунайця.

## Цікаві факти
- У селі Чорна річку перетинає автомобільна дорога місцевого значення.
- На правому березі річки розташована гора Суха Гомола (707,9 м), а на лівому — гора Гронь (747,1 м).[1]